# Stilbus testaceus
Stilbus testaceus is een keversoort uit de familie glanzende bloemkevers (Phalacridae). De wetenschappelijke naam van de soort werd in 1797 gepubliceerd door Georg Wolfgang Franz Panzer.
De soort is algemeen in Europa en wordt er gevonden tot Zuid-Scandinavië. De soort komt ook voor in Azië en Afrika. De volwassen kevers zijn actief tussen februari en oktober. De kevers zijn tussen 1,8 en 2,3 mm groot.